# دراهانی
دراهانی (به چکی: Drahany) یک منطقهٔ مسکونی در جمهوری چک است که در ناحیه پروستییوو واقع شده‌است. دراهانی ۶٫۱۷ کیلومتر مربع مساحت و ۵۳۴ نفر جمعیت دارد و ۶۲۶ متر بالاتر از سطح دریا واقع شده‌است.